# つばさ (列車)
つばさは、東日本旅客鉄道（JR東日本）が主に東京駅 - 山形駅・新庄駅間を山形新幹線（東北新幹線・奥羽本線）経由で運行している新幹線・特急列車の愛称である。
本項では奥羽本線（山形線）で運転されていた昼行の優等列車の沿革についても記述する。

## 概要
「つばさ」は、東京都と山形県・秋田県を結ぶ列車として、1961年（昭和36年）10月から上野駅 - 秋田駅間で特急列車として運転を開始。1982年（昭和57年）11月からは同年6月に暫定開業した東北新幹線が正式に開業したことを受けて、一部の列車が福島駅 - 秋田駅間での運転に変更されたものの、東北新幹線が大宮駅 - 盛岡駅間しか開業していなかったことから、上野駅発着の列車も1992年（平成4年）6月まで残された。
1992年（平成4年）7月の山形新幹線の開業により、新幹線の列車名に「つばさ」の名称が使用されるようになった。

### 列車名について
「奥羽本線沿線の発展を祈願するために」という意味合いが列車名の由来とされている。ただし、設定当初に大阪駅 - 青森駅間の特急「白鳥」との間で結合特急券制度が存在し、秋田駅発着に際して上り列車は同時発車を行うなど縁が深かったことから、「白鳥のつばさ」と言う説もある。
2013年（平成25年）10月3日、名称を「つや姫」に変更するよう、山形県がJRに求めていることが山形県議会総務常任委員会にて明らかになった。しかし、JR側は現行の名称が公募で決定されており既に広く定着していること、名称変更には設備改修が必要となることなどを理由に否定的な回答をしており、県民からも複数の反対意見を受けている。

## 新幹線「つばさ」
2024年7月現在、定期列車は東京駅 - 新庄駅間に下り8本／上り9本、東京駅 - 山形駅間に下り8本／上り7本、山形駅 - 新庄駅間に下り1本の計16.5往復（下り17本／上り16本）が運転されている。
一部の列車は東北新幹線区間（東京駅 - 福島駅間）で「やまびこ」と併結運転を行う。（ただし、下り2本つばさ121号とつばさ129号と上り2本つばさ158号とつばさ160号を除く）上下とも1時間に1往復間隔で、東京駅 - 盛岡駅間で毎時1往復運転されている「やまびこ」とともに、宇都宮駅・郡山駅・福島駅といった沿線主要都市の短距離需要に対応している。
多客期には、定期列車の「つばさ」のほか、臨時の「つばさ」が東京駅 - 山形駅・新庄駅間で運転されている。この臨時の「つばさ」には、東北新幹線区間で「やまびこ」と併結運転しない列車や、途中の宇都宮駅や郡山駅に停車しない列車がある。なお、不定期列車の号数は、「やまびこ」と併結する場合は172 - 196号、単独運転の場合は72 - 96号が付番される。それ以外にも、観光列車として臨時の「とれいゆ つばさ」が土休日を中心に福島駅 - 新庄駅間で運行されていた。
当初、東北新幹線区間で併結する200系「やまびこ」が8両編成だったため「つばさ」は9 - 14号車（のちに7両化されて9 - 15号車）が割り当てられていた。その後、「やまびこ」が10両化された際に11 - 17号車が割り当てられ、併結する「やまびこ」が8両編成のE4系に替わった後も11 - 17号車（9・10号車は欠番）の割り当てとなっていた。しかし、併結する「やまびこ」が10両編成のE2系に替わった後は17両編成となったため、9・10号車は欠番にならなくなった。
なお、奥羽本線内で上り列車が大幅に遅れた場合、あるいは東北新幹線でダイヤが乱れた場合などは、「やまびこ」併結の「つばさ」でも東京駅 - 福島駅間で単独運転することがある。また、下り「つばさ」が奥羽本線内での運転ができない場合は、東京駅 - 福島駅間で併結してきた「やまびこ」との切り離しを行わず、そのまま「やまびこ」の終着駅である仙台駅に向かうことがある。また、「やまびこ」を併結しない臨時列車でも、同様の理由で仙台駅に向かうことがある。
2012年3月17日より、E2系「やまびこ」と併結運転が開始され、愛称としては11年ぶりに「やまびこ・つばさ」が復活した。これにより東北新幹線内の最高速度が275km/hとなり、所要時間が最大で6分短縮された。
2024年3月16日より、E8系による300km/h運転が一部列車で開始され、それと同時に既存のE3系含め東京-福島間における併結相手のやまびこ号は全てE5系へと変わり、E2系は東北新幹線の新青森延伸時に増備された6編成(J70～J75)を除き全て運用を離脱した。

### 停車駅・車両運用
停車駅と運行本数は2024年3月ダイヤ改正に基づく。車両運用は2024年3月ダイヤ改正時点での物とし、必ずしも最新版とは限らない。
| 号数        | 運行 本数 | 運行 本数 | 東京駅 | 上野駅 | 大宮駅 | 宇都宮駅 | 郡山駅 | 福島駅 | 米沢駅 | 高畠駅 | 赤湯駅 | かみのやま温泉駅 | 山形駅 | 天童駅 | さくらんぼ東根駅 | 村山駅 | 大石田駅 | 新庄駅 | 備考 |
| 号数        | 下り      | 上り      | 東京駅 | 上野駅 | 大宮駅 | 宇都宮駅 | 郡山駅 | 福島駅 | 米沢駅 | 高畠駅 | 赤湯駅 | かみのやま温泉駅 | 山形駅 | 天童駅 | さくらんぼ東根駅 | 村山駅 | 大石田駅 | 新庄駅 | 備考 |
| ----------- | --------- | --------- | ------ | ------ | ------ | -------- | ------ | ------ | ------ | ------ | ------ | ---------------- | ------ | ------ | ---------------- | ------ | -------- | ------ | --- |
| 121 - 160号 | 1         | -         | ●      | →      | ●      | →        | →      | ●      | ●      | →      | →      | →                | ●      | ●      | ●                | ●      | ●        | ●      | 131号 E8系で運転                                                                                          |
| 121 - 160号 | -         | 1         | ●      | ←      | ●      | ←        | ←      | ●      | ●      | ←      | ←      | ←                | ●      |        |                  |        |          |        | 124号 E8系で運転                                                                                          |
| 121 - 160号 | 2         | 2         | ●      | ●      | ●      | ●        | ●      | ●      | ●      | －     | －     | －               | ●      | ●      | ●                | ●      | ●        | ●      | 下り:123号、131号 上り:140号、150号                                                                       |
| 121 - 160号 | 5         | 4         | ●      | ●      | ●      | ●        | ●      | ●      | ●      | －     | ●      | ●                | ●      | ●      | ●                | ●      | ●        | ●      | 下り:133号、137号、141号、145号、157号 上り:136号、144号、156号、160号 144号と157号はE8系で運転する日あり |
| 121 - 160号 | 1         | 2         | ●      | ●      | ●      | ●        | ●      | ●      | ●      | －     | ●      | ●                | ●      |        |                  |        |          |        | 下り:159号 上り:132号、148号                                                                              |
| 121 - 160号 | 1         | 3         | ●      | ●      | ●      | ●        | ●      | ●      | ●      | ●      | ●      | ●                | ●      | ●      | ●                | ●      | ●        | ●      | 下り:121号 上り:122号、128号、158号 122号はE8系で運転                                                     |
| 121 - 160号 | 6         | 4         | ●      | ●      | ●      | ●        | ●      | ●      | ●      | ●      | ●      | ●                | ●      |        |                  |        |          |        | 下り:127号、135号、139号、143号、149号、159号 上り:138号、142号、146号、154号 149号はE8系で運転する日あり |
| 171号       | 1         | -         |        |        |        |          |        |        |        |        |        |                  | ●      | ●      | ●                | ●      | ●        | ●      | |

- ●：停車、－ →：通過
- 全ての列車が通過する小山駅、那須塩原駅、新白河駅の各駅は表への掲載なし。

- 輸送障害により福島駅 - 新庄駅間が運転見合わせになった場合は、福島駅での分割・併合を実施せず、仙台駅発着で運転されることがある。
- かつては大宮駅を通過し、東京駅 - 福島駅間をノンストップで走行する列車も存在した[注 4][8]が、現在は全列車が大宮駅に停車する。

### 使用車両・編成
E3系もしくはE8系の7両編成で運転されている。在来線規格区間である山形新幹線を走ることから、車体がほかの新幹線車両よりも小さい。グリーン車1両、普通車指定席6両が基本である。かつては自由席が2両設定されていたが、2022年3月12日のダイヤ改正で全車指定席となった。なお、福島駅 - 新庄駅間の相互間では特定特急券で普通車の空いている席を利用できる。ただし、座席指定券を持っている乗客が来た場合は席を譲る必要があり、当然満席の場合には立席となる。
山形新幹線開業直後から400系が使用されていたが、1999年12月にE3系1000番台、2008年12月にE3系2000番台の営業運転を相次いで開始し、400系は2010年4月に営業運転を終了した。
2024年3月16日からはE8系が導入され、現在運用されているE3系は順次置き換えられる予定。2026年春までに全ての列車がE8系に統一される予定である。

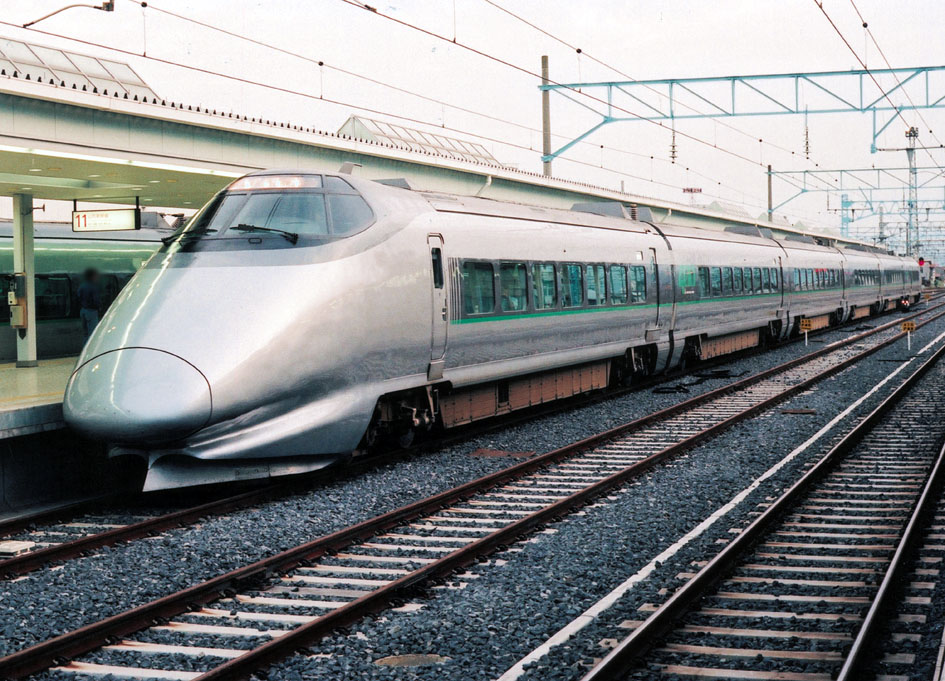
初代新幹線「つばさ」用の400系 （山形駅）
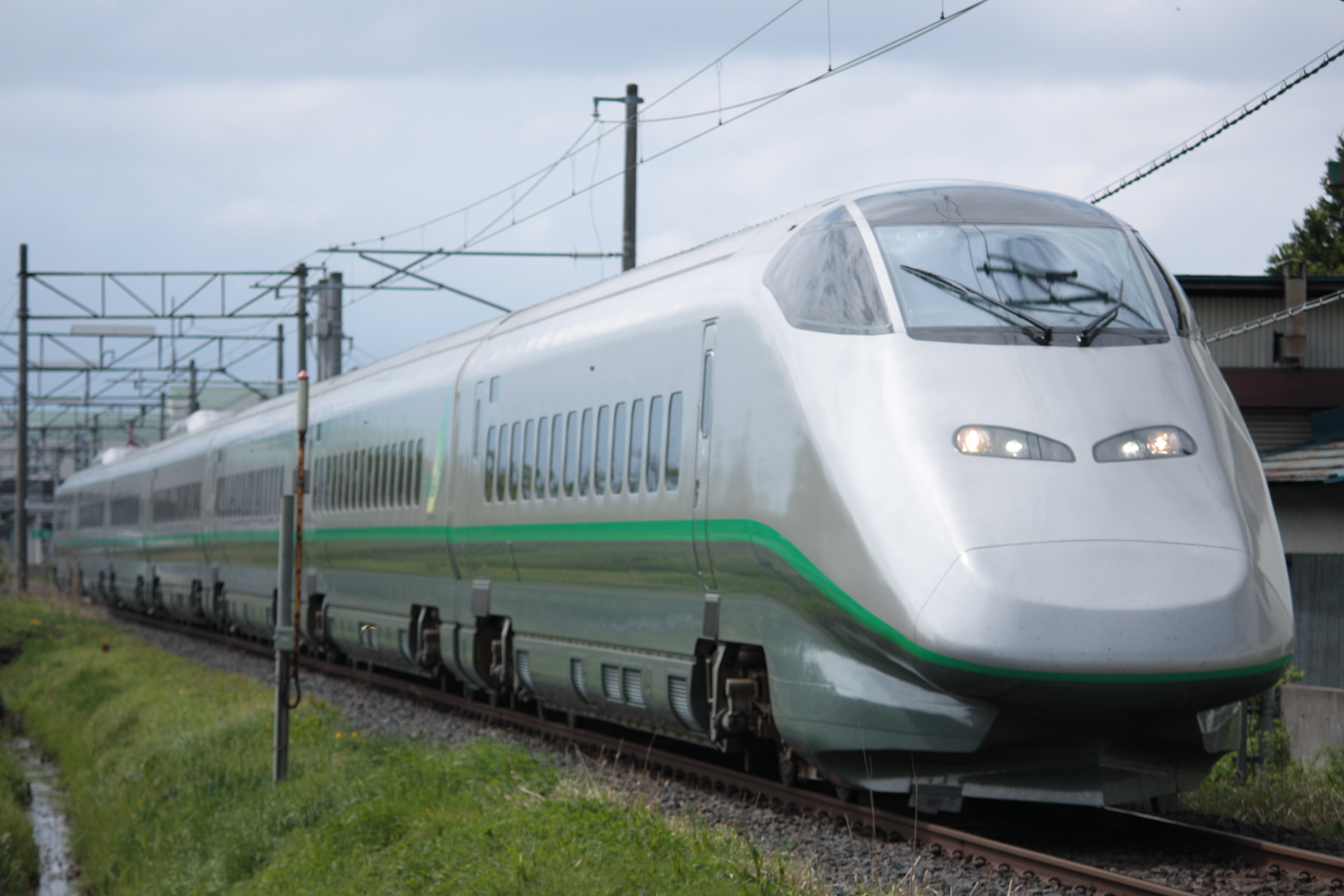
E3系2000番台 （旧塗装・2009年5月 高畠駅 - 赤湯駅間）
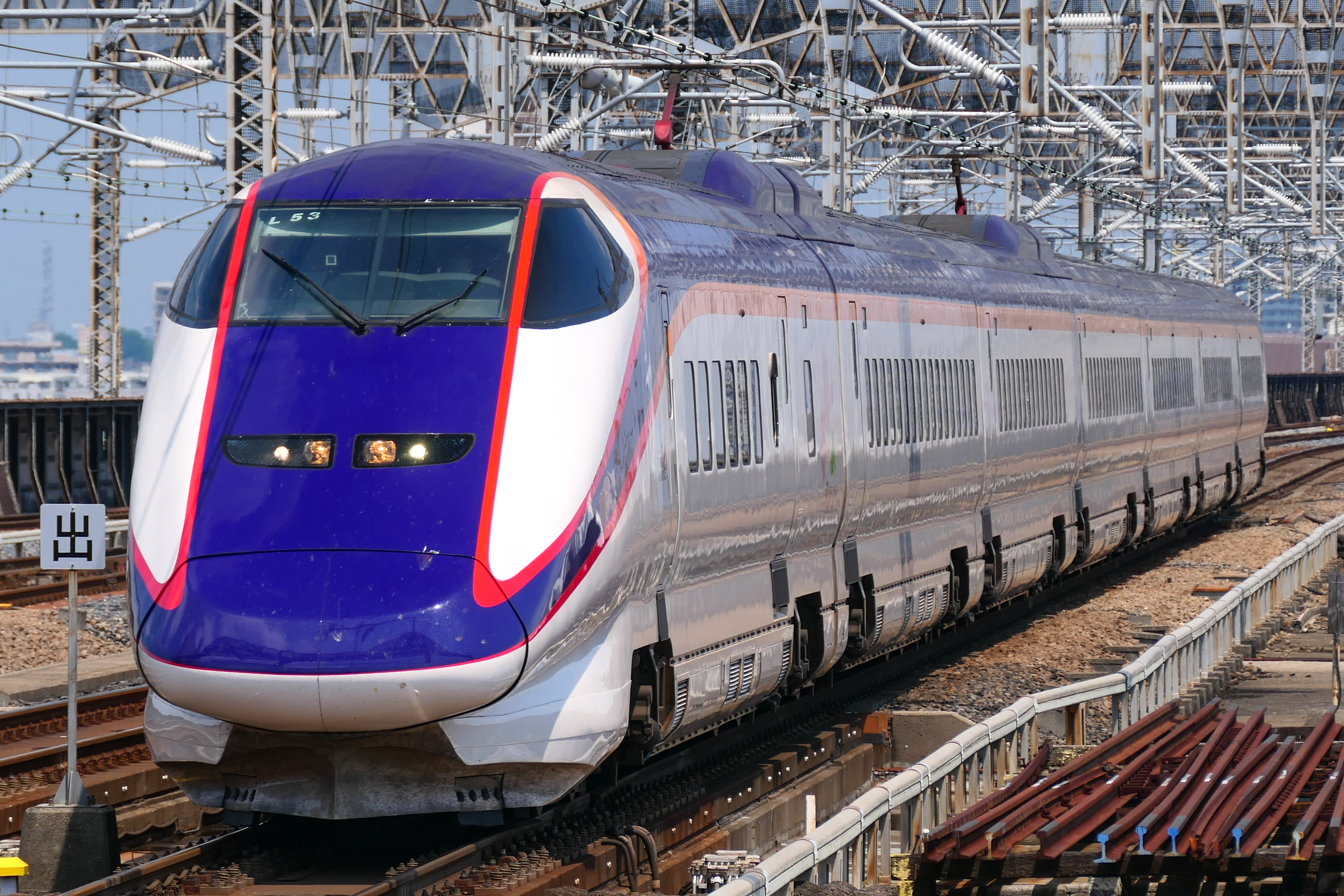
新塗装化されたE3系1000番台 （2022年6月 大宮駅）
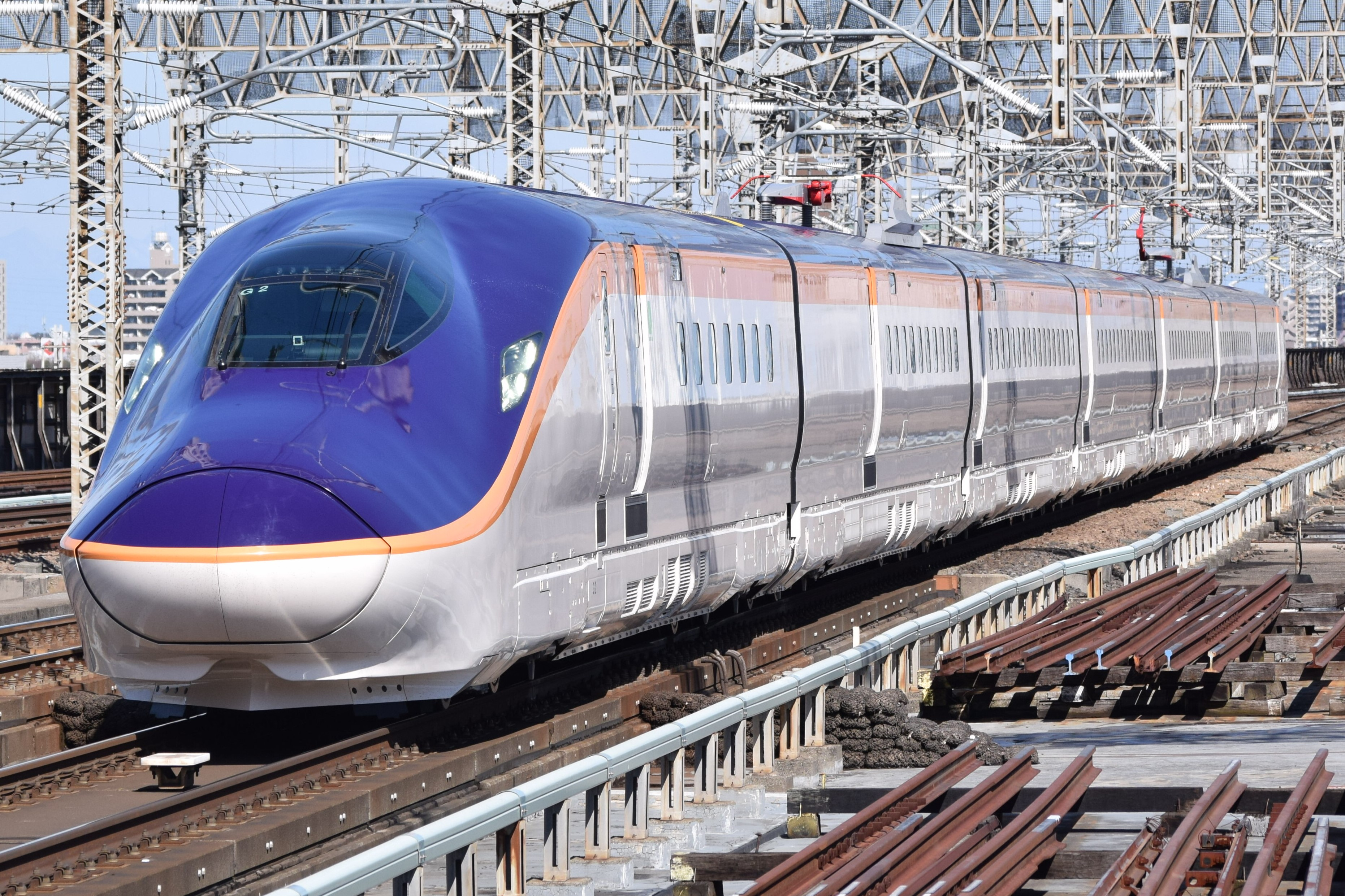
2024年3月16日ダイヤ改正で運用開始されたE8系 （2024年3月 大宮駅）

### 沿革
- 1992年（平成4年）7月1日：山形新幹線の列車として東京駅 - 山形駅間で6両編成で運転開始[1]。1日14往復の運行で、200系と東京駅 - 福島駅間併結を行っていた（ただし、そのうち1往復は上野駅止まり、もう1往復は単独運行）[1]。
- 1995年（平成7年）11月：1両増結し、7両編成化[10]。
- 1998年（平成10年）12月8日：大宮駅 - 福島駅間ノンストップ運転の「つばさ」を2往復から4往復に拡大[報道 5]。
- 1999年（平成11年）
  - 4月29日：併結車両が一部E4系に変更される。列車名が「Maxやまびこ」「つばさ」となる。
  - 12月4日：山形新幹線の延伸に伴い、新庄駅まで運転するようになる。同時にE3系1000番台営業運転開始[報道 6][報道 7][報道 8]。
- 2000年（平成12年）
  - 12月2日：「つばさ」を併結する「やまびこ」28本中22本をE4系「Maxやまびこ」に置き換え[報道 9]。
  - 12月31日：新庄駅 - 東京駅間の最終列車「つばさ144号」は列車名を「ミレナリオつばさ144号」に変更して運転。
- 2001年（平成13年）           
  - 9月21日：併結車両が200系から、E4系（Maxやまびこ）のみとなり、「やまびこ」「つばさ」がいったん消滅。
- 2002年（平成14年）12月1日
  - 東京駅 - 福島駅間ノンストップ列車が大宮駅に停車するようになる。これにより、「つばさ」全列車が大宮駅に停車するようになり、東京駅 - 福島駅間ノンストップの「つばさ」は消滅した。
  - 400系の15号車が禁煙となる[報道 10][11]。
- 2007年（平成19年）3月18日：全車両の禁煙を実施。
- 2008年（平成20年）12月20日：E3系2000番台の営業運転開始[報道 11][報道 12]。
- 2010年（平成22年）
  - 4月3日：臨時列車「ありがとう400系 つばさ18号」運転[12]。
  - 4月18日：臨時列車「さよなら400系 つばさ18号」運転。同列車をもって、400系の営業運転終了[報道 13]。
    - 停車駅：新庄駅、大石田駅、村山駅、さくらんぼ東根駅、天童駅、山形駅、かみのやま温泉駅、赤湯駅、高畠駅、米沢駅、福島駅、郡山駅、大宮駅、上野駅、東京駅
- 2011年（平成23年）3月11日：東日本大震災の影響で終日運転見合わせとなる。
  - 3月31日：福島駅 - 新庄駅間で運転を再開。
  - 4月12日：東京駅 - 新庄駅間で運転を再開。暫定ダイヤのため東北新幹線内もE3系の単独運転となった。
  - 4月29日：福島駅でのE4系との併合を再開。
  - 7月9日：所要時間及び便数が2011年3月5日のダイヤ改正時の状態へ復帰。

- 2012年（平成24年）

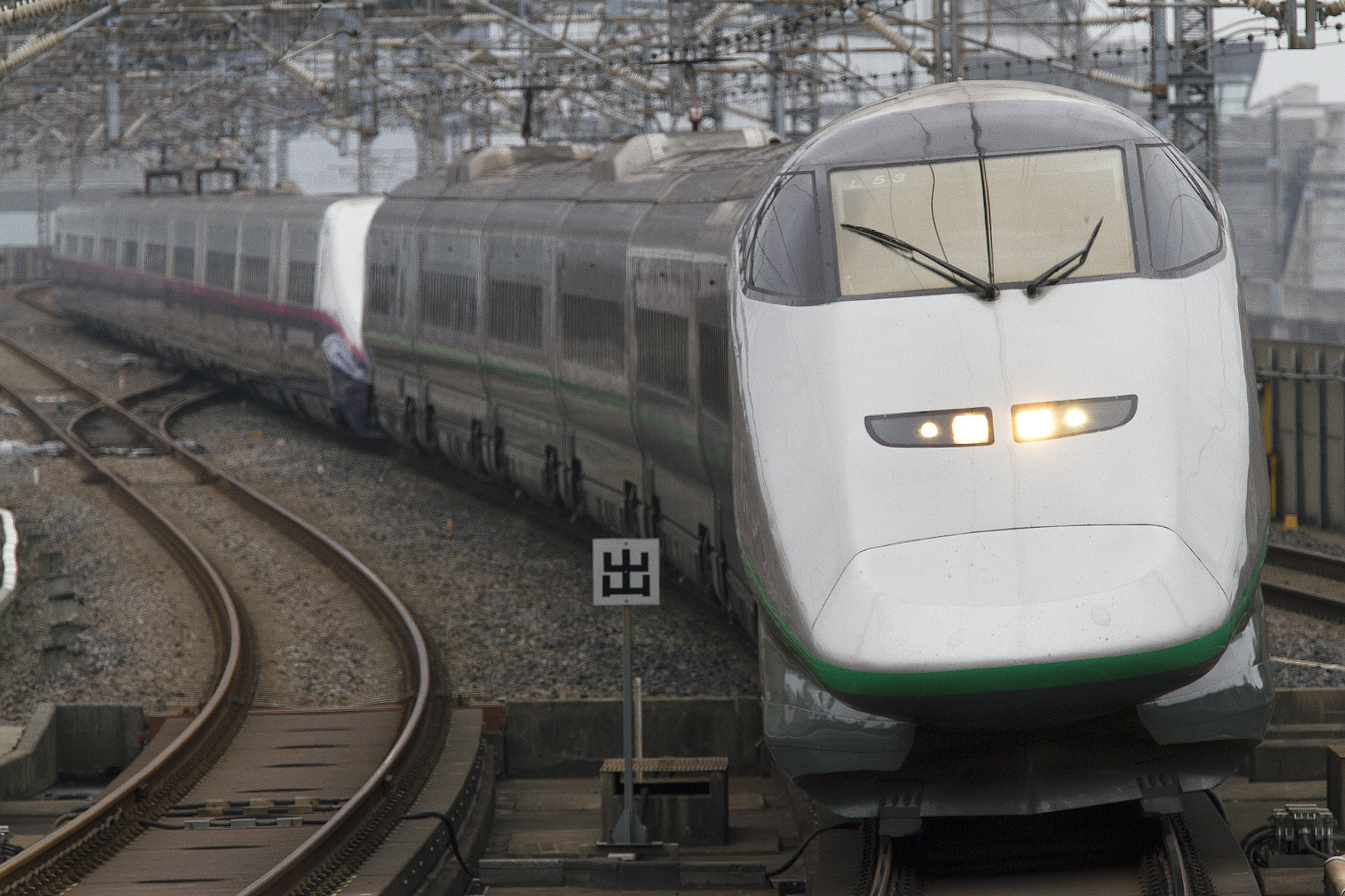
E2系「やまびこ127号」と併結したE3系「つばさ127号」
（2012年7月 大宮駅）

  - 3月17日：併結車両の一部がE2系に変更され、最高速度が275km/hに向上、「やまびこ」「つばさ」が復活[報道 1]。
  - 9月29日：併結車両がE4系から、E2系（やまびこ）のみとなり、「Maxやまびこ・つばさ」が消滅[報道 14]。
- 2014年（平成26年）7月19日：観光列車「とれいゆ つばさ」が営業運転開始[13]。
- 2015年（平成27年）3月14日：山形駅 - 新庄駅間で車内販売を全廃[報道 15]。
- 2019年（平成31年）3月16日：車内販売が飲料・菓子類・つまみ類のみ販売に縮小する[報道 16]。
- 2020年（令和2年）
  - 4月8日：JR東日本が、新型コロナウイルス感染症の影響（新型コロナ禍）で、同年4月9日から5月31日まで車内販売を中止することを発表[報道 17]。また同日、観光列車「とれいゆ つばさ」の運休も発表された[報道 18]。
  - 4月27日：JR東日本が、新型コロナ禍により、同年5月28日以降の全列車の指定席発売を見合わせることを発表[報道 19]。
  - 5月8日：JR東日本が、新型コロナ禍により、同年5月28日以降に運転本数を削減することを発表[報道 20]。
  - 5月13日：JR東日本が、新型コロナ禍により、以下の運転計画および措置の実施を発表。
    - 同年5月21日以降、同年5月28日以降の列車の指定席発売を再開[報道 21]。
    - 車内販売は同年6月1日以降、当面の間中止を継続。
    - 利用客の減少に伴い、同年5月28日以降の定期列車の一部を運休し、臨時ダイヤにより運行[報道 22]。
    - 観光列車「とれいゆ つばさ」は同年6月1日以降の運休延長を発表。

  - 5月19日：JR東日本が、同年5月21日以降の指定席発売を延期することを発表[報道 23]。
  - 5月22日：JR東日本が、国の緊急事態宣言が解除されたことを理由に、同年5月28日以降に計画していた臨時ダイヤによる運行の実施を取りやめ、定期列車の運行を継続することを発表[報道 24]。
  - 6月26日：同年7月23日より観光列車「とれいゆ つばさ」の運転再開を発表。新型コロナ感染防止策のため、16号車の足湯の利用人数を制限[報道 25]。
- 2021年（令和3年）
  - 1月16日：JR東日本が、新型コロナ禍のため、同日より当面の間、車内販売を中止することを発表[報道 26]。
  - 3月13日：ダイヤ改正により上野駅 - 大宮駅間（埼玉県内のみ）の最高速度を110 km/hから130 km/hに引き上げ、所要時間を短縮[報道 27]。
  - 10月19日：JR東日本が、車両の老朽化に伴い、2022年3月をもって「とれいゆ つばさ」の運行終了を発表[報道 28][14]。
- 2022年（令和4年）
  - 3月12日：全車指定席化[9]。併せて特急料金の改定[報道 3]。一方、とれいゆつばさの定期運行が終了した。
  - 3月27日：旅行商品専用の臨時列車「ありがとう とれいゆ つばさフィナーレ号」運転。同列車をもって、「とれいゆ つばさ」の運行が終了[15]。
- 2024年（令和6年）
  - 3月16日：ダイヤ改正に伴い、E8系を使用する「つばさ」を1日3往復で運行開始（東京駅 - 福島駅間はE5系と連結）。最速達列車は最高時速300kmで運転し、東京駅 - 山形駅間の最短所要時間が2時間22分と従来比4分短縮。同時に併結車両を全てE5系に置き換えた[16]。

## 在来線特急「つばさ」
1961年10月から上野駅 - 秋田駅間で特急列車として運転を開始した。運行開始当時「はつかり」は常磐線経由であり、同時期に設定の「ひばり」は運行開始が半年遅れとなったため、上野駅発着で宇都宮駅、福島駅を経由する初の昼行特急列車となった。
当初は青森方面との連絡を兼ね、大阪駅発着の特急「白鳥」と接続し、結合料金制度の適用を受けていた。また、上り列車が秋田駅を同時刻で発車するため、「キハ82系気動車の同時発車」は多くに知られた。
1980年9月当時は、定期列車が3往復（485系）、季節列車が1往復（14系客車）設定されていた。なお、14系の臨時「つばさ」は485系電車より全区間で1時間半近く余計に時間がかかっていた。これは客車列車自体の速度が遅い（加減速性能と最高運転速度の差による）ことに加え、山形駅・福島駅・黒磯駅の各駅で機関車の交換に10分前後の停車時間を要していたためである。

### 停車駅
運転開始時
上野駅 - 宇都宮駅 - 黒磯駅 - 郡山駅 - 福島駅 - 米沢駅 - 山形駅 - 新庄駅 - 横手駅 - 秋田駅
- 福島駅（中川信号所） - 米沢駅間は板谷峠越えのため補助機関車（当初はEF16形、のちにEF64形）を連結した。
- 時刻表：
  - （下り5D）上野駅12:30発 - 宇都宮駅13:51着 - 黒磯駅14:36着 - 郡山駅15:31着 - 福島駅16:11着 - 米沢駅17:13着 - 山形駅17:53着 - 新庄駅18:48着 - 横手駅20:00着 - 秋田駅21:00着
  - （上り6D）秋田駅08:10発 - 横手駅09:08着 - 新庄駅10:23着 - 山形駅11:19着 - 米沢駅12:03着 - 福島駅12:57着 - 郡山駅13:41着 - 黒磯駅14:38着 - 宇都宮駅15:21着 - 上野駅16:40着

1980年9月当時
上野駅 - （大宮駅） - 宇都宮駅 - （黒磯駅） - （須賀川駅） - 郡山駅 - （本宮駅） - （二本松駅） - 福島駅 - 米沢駅 - （赤湯駅） - （上ノ山駅） - 山形駅 - 天童駅 - （楯岡駅） - 新庄駅 - 湯沢駅 - 横手駅 - 大曲駅 - 秋田駅
- （ ）は一部の列車のみ停車。
- 「つばさ」は上野駅 - 秋田駅間、「やまばと」は上野駅 - 山形駅間で運転した。
  - 大宮駅は「つばさ」定期1往復と「やまばと」2往復のみが停車。
  - 黒磯駅は「つばさ」定期1往復と季節1往復、「やまばと」2往復のみが停車。
  - 須賀川駅は「やまばと」上り1本、本宮駅は「やまばと」下り1本、二本松駅は「やまばと」下り2本／上り1本のみが停車。
  - 赤湯駅と上ノ山駅は「やまばと」3往復のみが停車。
  - 楯岡駅は「つばさ」定期1往復のみが停車。
  - 上野駅 - 秋田駅間は約7時間50分（うち福島駅 - 秋田駅間は約4時間半）かかった。ただし季節臨時列車なら約9時間半（うち福島駅 - 秋田駅間は約5時間半）かかった。

1991年9月当時
上野駅 - 大宮駅 - 宇都宮駅 - 黒磯駅 - 白河駅 - 須賀川駅 - 郡山駅 - 本宮駅 - 二本松駅 - 福島駅 - 仙台駅 - 山形駅 - （北山形駅） - 天童駅 - （東根駅） - 楯岡駅 - （大石田駅） - 新庄駅 - （真室川駅） - （横堀駅） - 湯沢駅 - 十文字駅 - 横手駅 - 大曲駅 - 秋田駅
- （ ）は一部の列車のみ停車。
- 山形新幹線第二期建設建設工事（下述）に伴い、仙台駅発着に変更。沿革に参照。
- 定期5往復。うち仙台駅 - 秋田駅間発着2往復、上野駅 - 仙台駅 - 秋田駅間、仙台駅 - 大曲駅間、山形駅 - 秋田駅間発着それぞれ1往復。
  - 上野駅 - 秋田駅間は約8時間半かかった。仙台駅 - 秋田駅間は約4時間かかった。

### 使用車両
- キハ80系気動車：1961年10月 - 1970年2月
主にキハ82形が運用されていたが、1968年から1年間はキハ81形も運用に入っていた。
- キハ181系気動車：1970年2月 - 1975年11月
奥羽本線板谷峠の自力登坂を目的とする置き換えであったが、1973年に再び電気機関車による補機運用となった。
- 485系電車：1975年11月 - 1992年6月
電車化により補機運用を解消。当初は200番台が運用されていたが1000番台の落成直後、そのまま運用を移行した。

## 奥羽本線福島駅 - 秋田駅間昼行優等列車沿革

### 奥羽本線優等列車創始
- 1922年（大正11年）3月：奥羽本線経由で上野駅 - 青森駅間を結ぶ急行列車として、701・702列車を新設。
- 1940年（昭和15年）10月：701・702列車から列車番号を改めた401・402列車は、秋田駅行きになる。
- 1943年（昭和18年）10月：401・402列車、普通列車に変更。

### 第二次世界大戦後の展開
- 1956年（昭和31年）11月：上野駅 - 秋田駅間で急行「鳥海」（ちょうかい）が運転開始。上野駅 - 福島駅間で「青葉」（あおば）と併結していた。
- 1959年（昭和35年）12月：次の準急が運転を開始。新庄駅で「もがみ」と「たざわ」の増解結を行う多層建て列車であった。
  1. 陸羽東線経由仙台駅・米沢駅 - 秋田駅間で「たざわ」。
  2. 仙台駅・米沢駅 - 陸羽西線経由酒田駅間「もがみ」が運転開始。
- 1960年（昭和35年）
  - 3月：「たざわ」「もがみ」が定期列車になる。
  - 6月：上野駅 - 山形駅間で急行「蔵王」（ざおう）が運転開始。上野駅 - 仙台駅間の急行「松島」（まつしま）と上野駅 - 福島駅間で併結していた。
  - 11月：仙台駅 - 酒田駅間を仙山線・奥羽本線・陸羽西線・羽越本線経由で運行する準急「月山」（がっさん）が運転開始。

### 「つばさ」の登場
- 1961年（昭和36年）10月1日：サンロクトオのダイヤ改正により、上野駅 - 秋田駅間を東北本線・奥羽本線経由で特急「つばさ」が運転開始。キハ82系気動車を使用。
- 1962年（昭和37年）
  - 2月：「たざわ」を 仙台駅 - 秋田駅間で1往復増発、下り列車を「たざわ2号」、上り列車を「たざわ1号」とした。
  - 7月15日：「月山」の鶴岡駅始発編成運転開始（余目駅で酒田駅始発編成と併結）[20]。
  - 10月：「鳥海」の併結相手が喜多方駅発着の「ばんだい」に変更。
- 1963年（昭和38年）
  - 4月：「つばさ」キハ80形1両を増結して7両編成化。
  - 10月：ダイヤ改正により、以下のように変更。
    1. 「蔵王」の名称をひらがなの「ざおう」に変更し、同時に1往復増発する。
    2. 新庄駅→山形駅間を運行する準急列車として、「むらやま」運行開始。

  - 12月：「つばさ」に盛岡駅発着の列車（6両編成、食堂車連結）を併結し、上野駅 - 福島駅間では13両編成となる。
- 1964年（昭和39年）10月1日：このときのダイヤ改正により次のように変更。
  1. 「ざおう」1往復を特急列車化し、山形駅発着の気動車特急として「やまばと」がキハ82系7両編成で運行開始。
  2. 「つばさ」は盛岡駅発着の列車に1両増結して福島駅以南では14両編成での運転となる。
- 1964年（昭和39年）12月：「むらやま」の列車名を「月山（上り）1号」に変更。
- 1965年（昭和40年）10月：ダイヤ改正に伴い、以下のように変更する。
  1. 「つばさ」の盛岡駅発着の列車を「やまびこ」として分離。「つばさ」秋田発着のみで2往復とする。
  2. 「やまばと」に会津若松駅発着列車を併結。同時に食堂車の連結を中止し各編成を6両編成化、郡山駅以南では12両編成での運転となる。
  3. 仙台駅・米沢駅 - 秋田駅間の準急「たざわ」を「千秋」（せんしゅう）に変更。
  4. 「鳥海」列車名を「たざわ」に変更。
- 1966年（昭和41年）3月：準急列車制度の変更に伴い、「月山」「千秋」「もがみ」が急行列車化。
- 1968年（昭和43年）10月1日：ヨンサントオのダイヤ改正により、以下のように変更。
  1. 「つばさ」の一部が東京駅発着になる。この後1年間は1往復（上下とも2号）に「はつかり」の583系電車化で余剰となったボンネット型のキハ81形が転用された。
  2. 福島駅 - 米沢駅間が直流電化から交流電化に変更され、「つばさ」は福島駅北方の中川信号所で行っていた補助機関車の連結・解結作業が福島駅構内で行われるようになり、使用機関車もEF64形からEF71形になる。　
  3. 「やまばと」の使用車両を485系電車に変更したことにより、「やまばと」の会津若松駅発着列車を「あいづ」として分離し、「やまばと」に食堂車が復活。
  4. 「ざおう」は定期1往復と臨時1往復を455系電車に変更。
  5. 「たざわ」列車名を同区間を運行する夜行列車と統合し、「おが」に変更。昼行列車については、「おが1号」（上り・下りとも）を名乗る。
  6. 「もがみ」の運転区間を羽後本荘駅まで延長。
- 1969年（昭和44年）10月：「千秋（下り）1号・（上り）2号」の運転区間を青森駅まで延長する。
- 1970年（昭和45年）
  - 2月：「つばさ」が奥羽本線板谷峠の自力登坂を目的にキハ82系からキハ181系10両編成に置き換え。
  - 10月：山形駅 - 秋田駅間で急行「こまくさ」が運転を開始。
- 1971年（昭和46年）
  - 7月：奥羽本線のダイヤ改正により、「つばさ」の混雑緩和を図るためキハ181系10両を新製し、編成両数を10両から12両に増強。
  - 12月：年末年始輸送でキハ181系による臨時列車「つばさ」51号と、485系による臨時列車「やまばと」51号が運転。
- 1972年（昭和47年）
  - 3月15日：このときのダイヤ改正により、以下のように変更。
    1. 「千秋（下り）2号・（上り）1号」 院内駅 - 秋田駅間を普通列車に変更。
    2. 「ざおう」は全列車季節列車ないし臨時列車化。
    3. 12系客車による臨時列車「つばさ」51・52号が運転を開始。
      - 動力分散方式に比べ到達時分が長くなることをできる限り補うため、大宮駅や宇都宮駅には停車せず、急行形車両を用いるため特急料金の割引を行うなど、異例の列車となったが、その後に14系客車が投入されたため割引措置は終了した。

  - 10月：キハ181系は急勾配区間の自力登坂や東北本線内での高速運転などの苛酷な運用に伴うエンジントラブルが夏季を中心に多発、遅延や運休が続出したため再び福島駅 - 米沢駅で補助機関車（EF71形）を連結することとなり、これは1975年11月の電車化まで実施。
- 1973年（昭和48年）
  - 4月：東北新幹線・上越新幹線建設工事に伴い、「つばさ」の東京駅乗り入れを中止。このほかキハ181系の故障対策として予備車を確保するため12両編成を11両編成に減車。
  - 10月：「千秋（上り）1号」の普通列車区間を秋田駅 → 新庄駅間に拡大。「つばさ」はキハ181系の故障対策として福島駅以南を中心に所要時間が延長。
- 1975年（昭和50年）11月24日：奥羽本線全線電化完成により、「つばさ」は485系12両編成を使用し電車化。当初は200番台を使用し、翌年1000番台に置き換えられた。また、「千秋（下り）2号」の普通列車区間を新庄駅 → 秋田駅間に拡大。
- 1978年（昭和53年）10月2日：ゴーサントオのダイヤ改正により、以下のように変更。
  1. 「つばさ」「やまばと」は、それぞれ3往復ながら、合計6往復でペアによるエル特急指定。東北本線内の規格ダイヤ修正により若干所要時間が延びた。
  2. 「つばさ」に初の自由席設置。
  3. 「こまくさ」の運転区間を山形駅 - 青森駅間に変更。

### 新幹線化と新幹線接続列車群

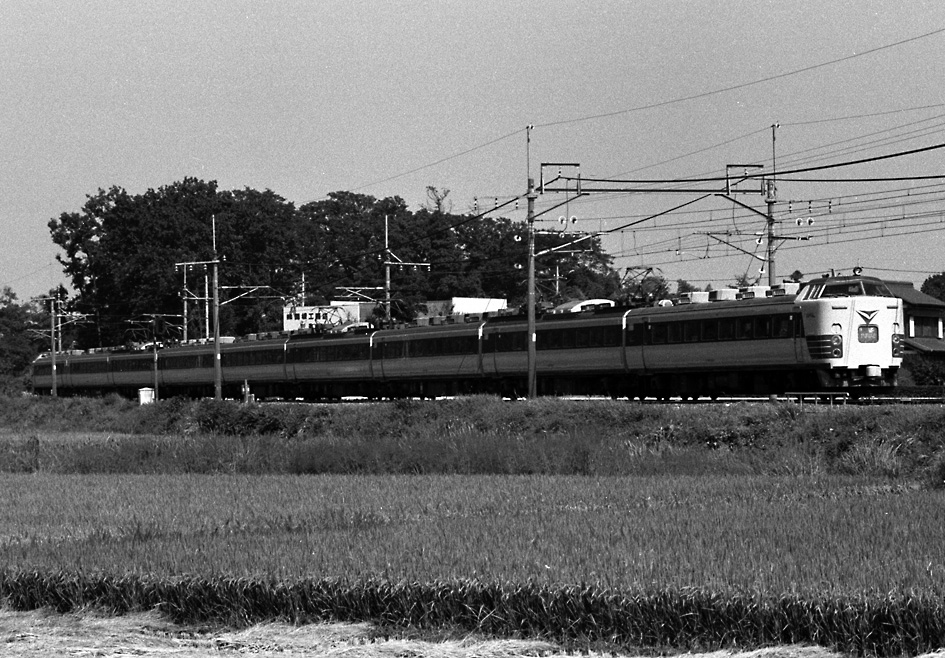
「やまばと」（1984年）

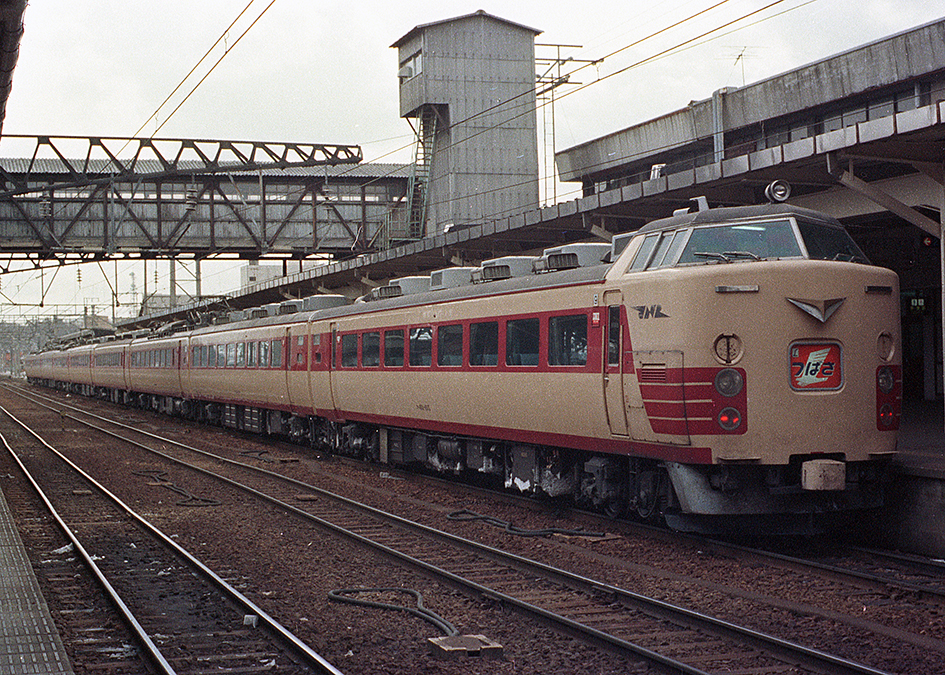
「つばさ」（1985年）

- 1982年（昭和57年）11月15日：東北新幹線本開業によるダイヤ改正により、新幹線並走区間の在来線特急列車を大きく削減、以下のように変更する。
  1. 「こまくさ」は「つばさ」に統一されて廃止。なお、その名残で「つばさ」1号については運転区間が山形駅→秋田駅間となった関係上、「つばさ」「やまばと」の運行本数が上下で異なるようになった。
  2. 福島駅 - 秋田駅間の「つばさ」2往復半が設定され、同駅で東北新幹線と接続するダイヤを組む。
    - 東北新幹線の南端が大宮駅であったことから、上野駅発着列車として「つばさ」「やまばと」がそれぞれ1往復半、合計3往復が残されたものの、編成は485系12両編成から9両編成に短縮、食堂車の連結は廃止された。また、東北本線内のみを走る昼行特急が廃止されたことにより西那須野駅と白河駅を停車駅に追加、須賀川駅・本宮駅・二本松駅の停車本数も変更。
    - 奥羽本線内は、新たに北山形駅・東根駅・大石田駅・真室川駅・横堀駅・十文字駅が停車駅に追加。

  3. 「ざおう」の上野駅 - 山形駅間昼行1往復が定期列車化される。
  4. 「おが」の昼行列車が廃止。詳しくは「あけぼの」を参照のこと。
  5. 「月山」の始発駅を仙台駅から、山形駅に変更。
  6. 「千秋」が廃止。代替として「もがみ」 仙台駅 - 酒田駅間運行の1往復増発。これにより、「もがみ」2往復となる。
- 1985年（昭和60年）3月14日：東北・上越新幹線上野駅乗り入れによるダイヤ改正により、以下のように変更。
  1. 「やまばと」廃止、「ざおう」は上野駅 - 新庄駅間（一部列車は上野駅 - 山形駅間）で運行の臨時列車化。
    - これにより、上野駅発着として運行される奥羽本線方面の定期昼行列車は、「あいづ」の運用の関係上からも残された「つばさ」1往復のみとなる。なお、この列車は、山形新幹線開業まで運行される。
    - 「つばさ」の停車駅だった西那須野駅が「あいづ」に差し替える形により、停車駅から外れる。

  2. 「つばさ」の福島駅発着列車が増発され、上野駅 - 秋田駅間で1往復、福島駅 - 秋田駅間で3往復、福島駅 - 横手駅間で1往復、福島駅 - 新庄駅間で1往復、福島駅 - 山形駅間で2往復、山形駅 - 青森駅間で1往復の計9往復となる。編成も上野駅発着の1往復と福島駅 - 秋田駅間の1往復にはグリーン車連結の485系9両編成が使用されたが、ほかは485系普通車のみの6両編成（一部列車は繁忙期等に9両で運転）となった。
    - 糠ノ目駅（現・高畠駅）が福島駅 - 山形駅の「つばさ」に新規停車。
    - 赤湯駅と上ノ山駅（現・かみのやま温泉駅）に全ての「つばさ」が停車。
- 1986年（昭和61年）11月：このときのダイヤ改正により、以下のように変更。
  1. 「もがみ」が廃止[21]。
  2. 「つばさ」は福島駅 - 新庄駅間で1往復、福島駅 - 山形駅間で1往復（季節列車）を増発し計11往復とする一方、山形駅 - 青森駅間の1往復を山形駅 - 秋田駅間に短縮、福島駅 - 秋田駅間の3往復のうち、2往復は福島駅 - 横手駅間1往復と福島駅 - 新庄駅間1往復に短縮された。使用編成も再度変更され、485系9両編成は上野駅発着1往復のみ、福島駅発着列車はすべて485系6両編成化、山形駅 - 秋田駅間の1往復は485系3両（繁忙期5両）となった。

奥羽線（福島駅 - 山形駅 - 秋田駅）急行停車駅　 ※停車駅は列車・時期によって異なる
- 福島駅 - 米沢駅 - 糠ノ目駅（現・高畠駅) - 赤湯駅 - 上ノ山駅（現・かみのやま温泉駅） - 山形駅 - 北山形駅 - 天童駅 - 神町駅 - 東根駅 - 楯岡駅（現・村山駅） - 大石田駅 - 新庄駅 - 真室川駅 - 院内駅 - 横堀駅 - 湯沢駅 - 十文字駅 - 横手駅 - 飯詰駅 - 大曲駅 - 刈和野駅 - 羽後境駅 - 和田駅 - 秋田駅

- 1988年（昭和63年）
  - 3月13日：一本列島のダイヤ改正により、「つばさ」は福島駅 - 山形駅間の季節列車1往復を定期列車化[22]、福島駅 - 横手駅間の1往復を福島駅 - 大曲駅間に[22]、福島駅 - 新庄駅間の1往復を福島駅 - 横手駅間[22]、福島駅→新庄駅間の1本を福島駅→秋田駅間、横手駅→福島駅間の1本を秋田駅→福島駅間に延長した。
  - 8月：繁忙期の臨時列車として福島駅 - 山形駅間に急行「はながさ」、快速「かもしか」の運転を開始。
- 1989年（平成元年）3月：「つばさ」は福島駅 - 山形駅間に1往復が増発され、12往復となる。

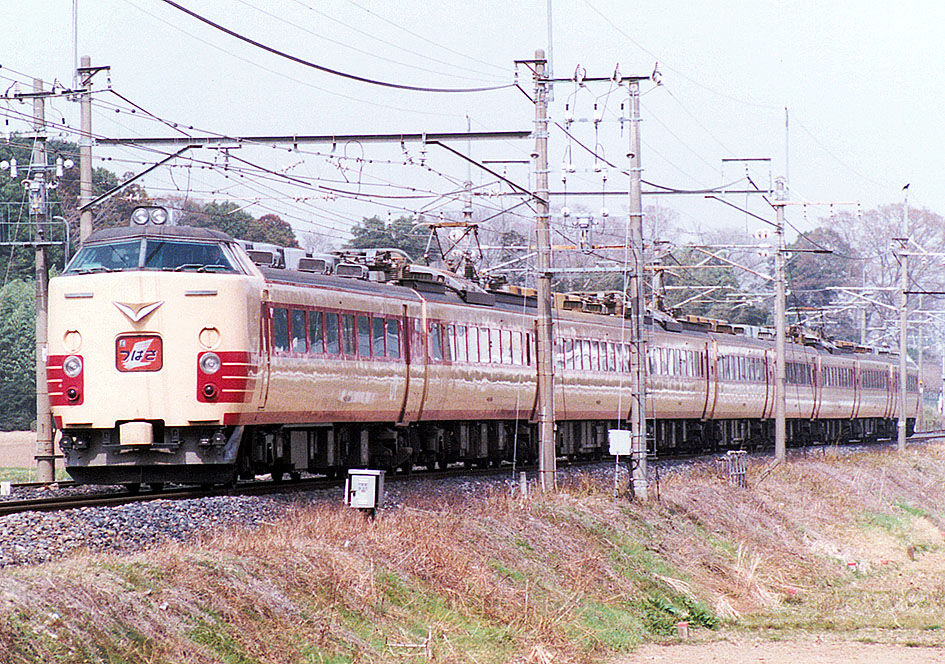
「つばさ」（1990年）

- 1990年（平成2年）9月1日：山形新幹線第一期建設工事が開始されたことにより「つばさ」は福島駅 - 山形駅間2往復、福島駅 - 新庄駅間2往復が廃止となり、その代替として仙山線経由の快速列車増発、運行区間延長が行われたほか、臨時急行「はながさ」、臨時快速「かもしか」は廃止された。
  - このころより、山形駅 - 新庄駅間を運行する快速列車として「もがみがわ」が運行を開始する。なお、この列車の上り1本は酒田駅→山形駅間の運行であった。
- 1991年（平成3年）
  - 8月27日：山形新幹線第二期建設建設工事に伴い以下のように変更。
    1. 「つばさ」は福島駅 - 山形駅間1往復と福島駅 - 新庄駅間2往復を廃止、残った列車は福島駅発着から、山形駅で方向転換して仙山線を介し仙台駅発着に変更となる。上野駅発着列車についても仙台駅・仙山線経由で運行された。なお、この改正によって「つばさ」は東北6県の県庁所在地の駅を全て始発・終着とした列車となった。
    2. 上野駅 - 新庄駅間の臨時急行「ざおう」廃止。
    3. 仙山線「仙山」のうち5往復(うち特別快速1往復、快速4往復)が仙台駅 - 山形駅間から仙台駅 - 新庄駅間運転に延長。

  - 11月5日：福島駅 - 山形駅間が標準軌化され、福島駅 - 米沢駅・赤湯駅間および米沢駅 - 山形駅間の快速列車に「ざおう」の名称が与えられる[23][24]。なおこのうち米沢駅 - 山形駅間の快速「ざおう」全1往復は狭軌時代の快速「あづま」全1往復を踏襲した列車である。

### 山形新幹線開業後の在来線優等列車

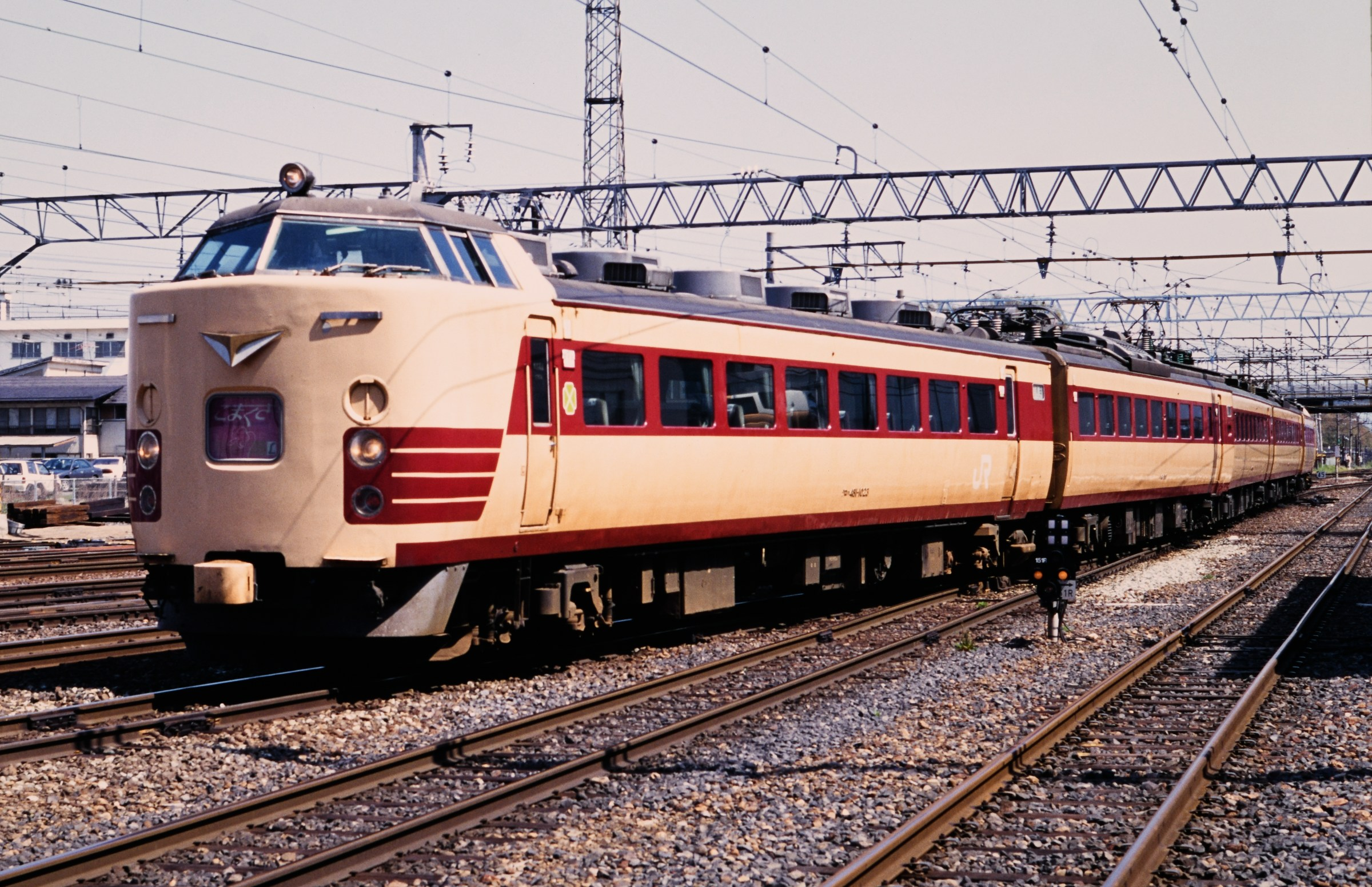
「こまくさ」（1996年）

- 1992年（平成4年）7月1日：山形新幹線開業に伴うダイヤ改正のため、以下のように変更。
  - 「つばさ」の列車名を新幹線に移行[1]。
  - 山形駅 - 新庄駅・秋田駅間でエル特急「こまくさ」が運転開始[1]。
    - 停車駅：山形駅 - （北山形駅） - 天童駅 - （東根駅) - 楯岡駅 - （大石田駅） - 新庄駅 - （真室川駅) - 横堀駅 - 湯沢駅 - 十文字駅 - 横手駅 - 大曲駅 - 秋田駅
    - 山形駅 - 秋田駅間5往復（うち1往復は大曲駅 - 秋田駅間快速列車）、山形駅 - 新庄駅間3往復の合計8往復。
    - 「こまくさ」の愛称は急行「こまくさ」が1982年11月15日のダイヤ改正による格上げでエル特急「つばさ」に編入されて以来の復活となった。「こまくさ」は485系4両編成で運転され、乗り換えが必要となった「つばさ」とは山形駅で山形駅における特急列車の乗り継ぎ制度を設定した。

  - 「月山」を快速列車に変更。同時に「もがみがわ」を統合する。
  - 「仙山」の新庄駅乗り入れを1往復に縮小。
- 1993年（平成5年）
  - 3月18日：新庄駅発着を1往復増発。合計9往復となる。
  - 12月1日：秋田駅発着の5往復のうち、1往復を横手駅発着に変更。1往復で行われていた大曲駅 - 秋田駅間の快速列車扱いは終了。
- 1997年（平成7年）3月22日：秋田駅発着が4往復から2往復に減少し、横手駅発着が1往復から3往復に増える。
- 1998年（平成10年）4月：「ざおう」の案内を終了。
- 1999年（平成11年）
  - 3月12日：奥羽本線 山形駅 - 新庄駅間の改軌工事開始に伴い、天童駅 - 新庄駅間が全列車運休。特急「こまくさ」は新庄駅以北の快速「こまくさ」に改称[報道 29][25]。
  - 12月4日：山形新幹線新庄駅延伸に合わせて、「月山」「仙山」など山形駅 - 新庄駅間を乗り入れていた列車は改軌に伴い全て乗り入れを中止。
- 2002年（平成14年）12月1日：ダイヤ改正に伴い、快速「こまくさ」廃止。
- 2004年（平成16年）7月17・18日：リバイバルトレイン「ぐるっとつばさ485系」が、福島駅 − 山形駅間で運転される。
  - 7月17日には下り方面に限り、「ぐるっとつばさ400系」も同時に運転された。この時、400系と485系が福島駅の4番・5番線（同一ホーム）から同時に発車し、山形駅へ向かうイベントが行われた。なお、奥羽本線内は改軌されているため、400系が奥羽本線、485系は東北本線・仙山線経由であった。
- 2009年（平成21年）12月6日：リバイバルトレイン「なつかしのつばさ」が、新庄駅 − 秋田駅間を485系で運転。